# Lewis Bay
Die Lewis Bay ist eine große Bucht an der Nordküste der antarktischen Ross-Insel. Sie liegt zwischen Mount Bird und dem Kap Tennyson.
Teilnehmer der Discovery Investigations (1901–1904) unter der Leitung des britischen Polarforschers Robert Falcon Scott kartierten sie. Das Advisory Committee on Antarctic Names benannte sie 1964 nach Kapitän Price Lewis Jr. (1920–1999) von der United States Navy, Kommandant der USS Staten Island während der Operation Deep Freeze des Jahres 1959, der überdies bei den Kampagnen dieser Reihe in den Jahren 1963 und 1964, als stellvertretender Stabsleiter der Unterstützungseinheiten der US Navy in Antarktika tätig war.